# Jérôme Heldring
Jérôme Louis Heldring (Amsterdam, 21 december 1917 – Den Haag, 27 april 2013) was een Nederlands journalist en columnist. Hij was tussen 1953 en 2012 columnist, aanvankelijk voor de Nieuwe Rotterdamsche Courant (NRC) en vervolgens voor NRC Handelsblad waarin de NRC na een fusie met het Algemeen Handelsblad opging. Tussen 1968 en 1972 was hij hoofdredacteur.
Heldring was een van de bekendste conservatieve denkers van Nederland. Zijn columns vormden een ijkpunt voor Nederlanders met belangstelling voor (internationale) politiek. Zijn laatste column verscheen op 5 april 2012. Heldring maakte tot zijn einde gebruik van zijn schrijfmachine om zijn columns te schrijven en niet van een computer, maar zijn secretaresse verzond zijn teksten vervolgens meestal per e-mail.

## Levensloop
Heldring was lid van het in het Nederland's Patriciaat opgenomen geslacht Heldring. Het geslacht Heldring telt veel kooplieden en predikanten. J.L. Heldrings overgrootvader was Ottho Gerhard Heldring, predikant en voorman van Het Réveil en de oprichter van de Ottho Gerhard Heldringstichting, een stichting die nu nog een bekende justitiële jeugdinrichting in het Gelderse Zetten beheert. Zijn grootvader was Balthazar Heldring, een zakenman, bankier en publicist.
Heldring werd op 21 december 1917 te Amsterdam geboren als zoon van de protestantse ondernemer Ernst Heldring (1871-1954) en de Franse Marie Constance Bungener (1889-1924) als vierde van zes kinderen. Ernst was sinds 1899 directeur van de Koninklijke Nederlandse Stoomboot-Maatschappij. Het gezin woonde aan de Herengracht 478, in de Gouden Bocht. Nog geen maand voor Heldrings zevende verjaardag raakten zijn ouders in Rome gewond bij een aanrijding; zijn moeder overleed na enige weken aan haar verwondingen. De vader vond zijn ongetrouwde zuster Olga bereid bij hem in te trekken om met de opvoeding van de kinderen te helpen. Daarnaast waren er kinderjuffrouwen, de meeste Zwitsers omdat die protestants waren. Vader Ernst nam de kinderen vaak mee op buitenlandse trips, naar Sankt Moritz en in de jaren dertig bijna elk jaar, vaak met een schip van de KNSM. Zo bezochten ze Scandinavië, Genua en Griekenland.
In 1930 begon Heldring zijn middelbareschoolopleiding aan het Barlaeus Gymnasium aan de Weteringschans, waar hij actief was als redactielid van de schoolkrant, Suum Cuique. In de jaren 1933-1935 was hij voorstander van de - toen nog niet antisemitische - NSB, welke voorkeur hij later "een symptoom van mijn rebellie tegen het vaderlijk gezag" noemde. In de loop van 1935 raakte hij "genezen van mijn fascistische bevlieging". Zijn vroege interesse in politiek kostte veel tijd die aan school had moeten worden besteed. Hij blonk de eerste jaren alleen uit in geschiedenis en Nederlands. Gedurende zijn hele schoolperiode kreeg hij bijles in wiskunde, dat in 1936 op de cijferlijst van zijn eindexamen nog steeds zijn zwakste vak was.
Heldring studeerde van 1936 tot 1941 rechten in Leiden. Hij was lid van het Leidsch Studenten Corps en leverde bijdragen, soms gedichten, aan het corpsblad Virtus Concordia Fides, en vaker bijdragen over godsdienstige en ethische kwesties. Na het behalen van zijn titel werkte Heldring drie jaar bij de Uitgeverij Brill. In 1945 trad Heldring in dienst bij de Nieuwe Rotterdamsche Courant (NRC) als redacteur buitenland. Van 1949 tot 1953 werkte hij bij het Nederlands Informatie Bureau in New York (vanaf 1951 als directeur), waarna hij terugkeerde naar de NRC. Van 1968 tot 1972 was hij hoofdredacteur van deze krant. Van 1972 tot 1982 was Heldring directeur van het Nederlands Genootschap voor Internationale Zaken (NGIZ), waaraan het hoofdredacteurschap van de Internationale Spectator (1972-1985) verbonden was.
Heldring trouwde in 1942 met Suzanna Sophia (Fiet) van den Broek (1921-2013). Samen met zijn kleinzoon Jasper Boon was J.L. Heldring gasthoofdredacteur van het tijdschrift Opinio, voor het nummer dat op 21 december 2007 verscheen.

## Dezer dagen (column)
Op 4 januari 1960 begon Heldring met zijn column Dezer dagen. Aanvankelijk richtte hij zich op het betrekken van de Nederlanders bij de wereld om hen heen, later werd ook de binnenlandse politiek een onderwerp. De columns behandelden ideologische en culturele aspecten van gebeurtenissen, bevatten historische analyses en waren kritisch met betrekking tot de taal en logica van de beschouwingen die hij besprak. Vanaf 1985 stelde hij ook maandelijks taalfouten in de media aan de kaak, maar daarmee stopte hij in het voorjaar van 1998.
In de 52 jaar tussen 1960 en 2012 schreef hij 4.400 afleveringen van Dezer dagen. Op 3 april 2012 berichtte Peter Vandermeersch, hoofdredacteur van de NRC, dat Heldring stopte met zijn wekelijkse column. "Aangezien ik niet in herhaling van uitgekauwde thema’s wil vervallen, lijkt het mij beter een einde te maken aan mijn rubriek", lichtte Heldring toe.
De Nederlandse historicus Johan Huizinga was een van de bronnen waaruit Heldring vaak putte. Een andere invloed op zijn denken was het werk van Carry van Bruggen, vooral haar belangrijkste werk Prometheus, maar ook Hedendaags Fetischisme. In haar werk ontwikkelde Van Bruggen de gedachte dat alles of ieder slechts kan bestaan in contrast met het andere of de ander; een unicum in de totaliteit is ondenkbaar. Daarmee zijn er twee onverzoenlijke tendenties in het leven: zelfhandhaving of distinctiedrift versus opgaan in de ander, het andere of de collectiviteit. Dit waren centrale gedachten geworden in Heldrings analyses, een richtsnoer waaraan hij het realiteitsgehalte van politieke beschouwingen afmat.
Als scepticus met belangstelling voor godsdienst liet hij zich ook op levensbeschouwelijk gebied niet onbetuigd; met name aan de moderniseringen in de Rooms-Katholieke Kerk in de jaren zestig heeft hij de nodige aandacht besteed. Hij stond bekend als de eerste en lange tijd enige zelfverklaarde conservatief in Nederland in de jaren na de Tweede Wereldoorlog tot het begin van de 21e eeuw. Heldring wilde als scepticus en conservatief de wereld niet behouden zoals die is, maar hij wilde ontwikkelingen in goede banen leiden. Hij deed dat door te analyseren en vraagtekens te plaatsen, niet zozeer door de mensen van zijn mening te willen doordringen.
In 1993 ontving hij een eredoctoraat van de Universiteit van Amsterdam. In 2007 werd hem de Anne Vondelingprijs 2006 toegekend, de belangrijkste prijs voor politieke journalistiek. De jury, bestaande uit Harry van Wijnen, Hans Dijkstal, Geert-Jan Laan, Tineke Lodders en Thom de Graaf, motiveerde haar keuze door er op te wijzen dat Heldring "een intellectueel en een generalist [is] die voor zijn columns put uit zijn fenomenale geheugen". Heldring ontving in 2012 De Tegel 2012 (oeuvreprijs), een van de jaarprijzen voor Nederlandse journalistiek.

## Heldringprijs
Naar Jérôme Heldring was tussen 2012 en 2018 een prijs vernoemd voor de beste Nederlandse columnist. De prijs werd uitgereikt tijdens De Nacht van NRC in de Stadsschouwburg Amsterdam. De Heldringprijs was ontworpen en gemaakt door beeldend kunstenaar Iris Le Rütte.
- De eerste winnaar was Hans Goslinga, columnist van dagblad Trouw. De prijs werd op 6 oktober 2012 overhandigd door de hoofdredacteur van het NRC Handelsblad, Peter Vandermeersch.
- In 2013 ging de prijs naar Volkskrant-columniste Sheila Sitalsing. De jury prees Sitalsing om haar degelijke feitenkennis, humorvolle benadering en de afwezigheid van enig cynisme.
- In 2014 won Folkert Jensma voor zijn columns over recht en de rechtstaat.
- In 2015 won Caroline de Gruyter voor haar column In Europa in NRC weekend
- In 2016 won Marja Pruis voor haar columns over literatuur in de Groene Amsterdammer.
- In 2017 won Stevo Akkerman, columnist van Trouw. De jury (bestaande Herman Pleij, Giselle van Cann (NOS Nieuws), Avinash Bhikhie (Nu.nl) en Folkert Jensma) prees zijn ruimte voor twijfel en „de keiharde nuance, het onverbiddelijke enerzijds-anderzijds”.[23]
- In 2018 won Maxim Februari, columnist van NRC. Volgens de jury vanwege de literaire manier van schrijven over actuele thema’s’. Het op een heel luchtige toon over ernstige zaken spreken, zoals over technologisering of het neoliberalisme.[24]

Na 2018 is de Heldringprijs niet meer uitgereikt.

## Biografie
- Hugo Arlman, De eeuw van J.L. Heldring (1917-2013): een biografie, Van Oorschot, 2018, ISBN 9789028282018

## Over zijn werk
- John Kroon: 'Jérôme Heldring'. In: Jaarboek van de Maatschappij der Nederlandse Letterkunde te Leiden, 2014-2015, pag. 128-135
- De conservatieve uitdaging. De scepsis van J.L. Heldring. Amsterdam, Prometheus, 2003. ISBN 90-446-0325-6
- Dezer jaren : buitenlands beleid & internationale werkelijkheid. Beschouwingen aangeboden aan J.L. Heldring bij diens afscheid als directeur van het Nederlands Genootschap voor Internationale Zaken. 's-Gravenhage, In den Toren, 1982. ISBN 90-6074-572-8